# Алпийски повет
Алпийски повет (Clematis alpina) е цъфтяща широколистна лоза от род Clematis. вид покритосеменни растения. 
Подобно на много представители на този род, той е ценен от градинарите заради ефектните си цветя. Тя носи 1 до 3-инчови пролетни цветя на дълги дръжки в голямо разнообразие от цветове. Те представляват храсти с тънки вдървенели, катерещи се стъбла, които се прикрепят с увиващите се дръжки на перестите листа. Цветовете са едри, единични, сини. Расте по скалисти и каменисти места до надморска височина 2000 m. Среща се на Витоша в района на Комините и Резньовете. Много рядък вид.